# Cosmétopée
 (janvier 2019).
Si vous disposez d'ouvrages ou d'articles de référence ou si vous connaissez des sites web de qualité traitant du thème abordé ici, merci de compléter l'article en donnant les références utiles à sa vérifiabilité et en les liant à la section « Notes et références ».
La cosmétopée est le recensement encyclopédique des usages des plantes dans la cosmétique. C'est un recueil des plantes et de leurs usages traditionnels dans le domaine de la beauté. L'étymologie du terme cosmétopée vient du grec « kosmos » (l'ornement) et du verbe « poiein » (faire, fabriquer) .

## Intérêt

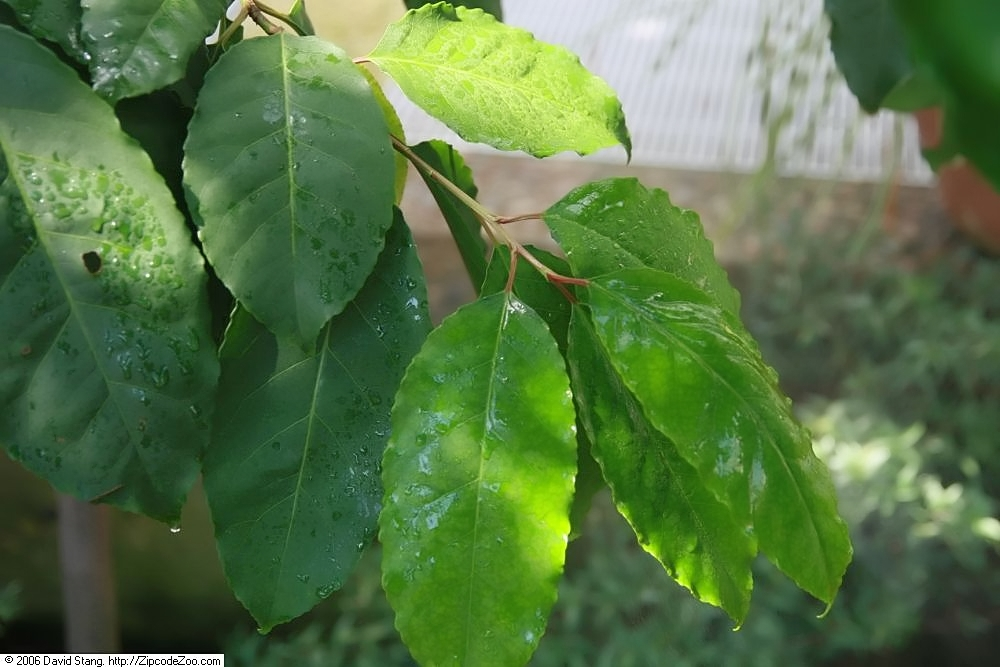
Prunus africana utilisé dans le traitement du cancer de la prostate.

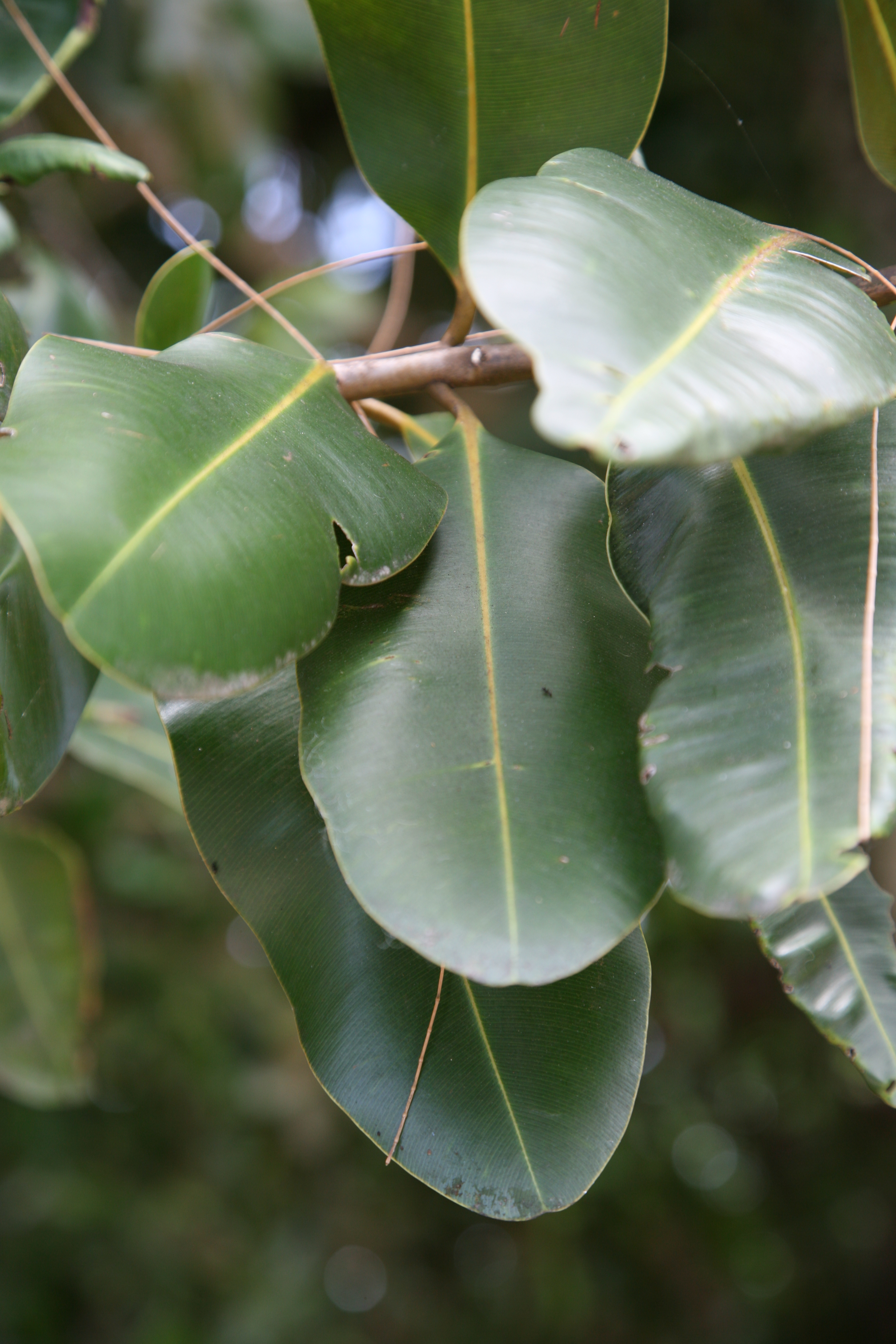
Callophyllum inophyllum ou tamanu aux propriétés dermocosmétiques

Les avancées scientifiques du XXe siècle ont souvent laissé de côté les savoirs traditionnels phytothérapeutiques en médecine et en pharmacie, il en a été de même pour les produits cosmétiques.
Le recensement des savoirs dans ces domaines a cependant été réalisé dans le cadre de l'ethnopharmacologie, permettant de concevoir de nouveaux traitements.
Par exemple l'utilisation du prunus africana, de la famille des Rosacées, dans le traitement du cancer de la prostate, ou de l'if (taxus baccata, de la famille des taxacées) dans le traitement du cancer en général.
Aujourd'hui, il en va de même pour la redécouverte de l'utilisation des plantes dans les différents domaines de la cosmétique et de la parfumerie.
L'intérêt de la connaissance des cosmétopées utilisées dans les différentes ethnies dans les différentes régions du monde, contribuent à la fois à l'élaboration d'outils d'innovation scientifiques, et à la découverte, ou redécouverte de composés actifs et aussi à la préservation et à la sauvegarde de cultures souvent basées sur la transmission orale, parfois même dévalorisées, et la préservation d'une nature souvent négligée.
La cosmétopée d'une région est indissociable du patrimoine culturel de la population qui y vit.
On citera par exemple le monoï, réputé en Polynésie pour les soins corporels, mélange de fleurs de tiaré et d'huile de coco,( Cocos nucifera) et de nouvelles recherches ethnocosmétologiques dans différentes zones du monde donnent sans cesse des informations inédites.
Une autre plante largement utilisée sous forme d'huile en Polynésie est le tamanu, issu d'un arbre appelé takamaka ( Calophylum inophyllum),  des travaux scientifiques ont permis de mettre en évidence ses propriétés régénératrices au niveau tissulaire et son activité cicatrisante. Celle-ci n'a pas encore livré tout son potentiel.
On peut citer également une autre plante oubliée endémique de cette région et des îles Cook, l'anei ( Fichtia nutans) dont l'extrait a permis la découverte d'une nouvelle molécule naturelle, un sesquiterpenoïde, un anti-âge à investiguer.
De même,  le thanaka en Birmanie qui peut être obtenu à partir de rutacées,  notamment le Limonia acidissima ou diverses espèces du genre murraya
Le rocou ( Bixa orelana, Bixacées) est utilisé en Amérique centrale et du Sud, et dans une moindre mesure en Afrique pour se protéger du soleil et des piqûres d'insectes, mais aussi pour teinter en rouge les lèvres ou le corps. 
De par le monde, il est urgent de référencer les ressources naturelles, comme cela a déjà été le cas dans différents pays, notamment le Togo

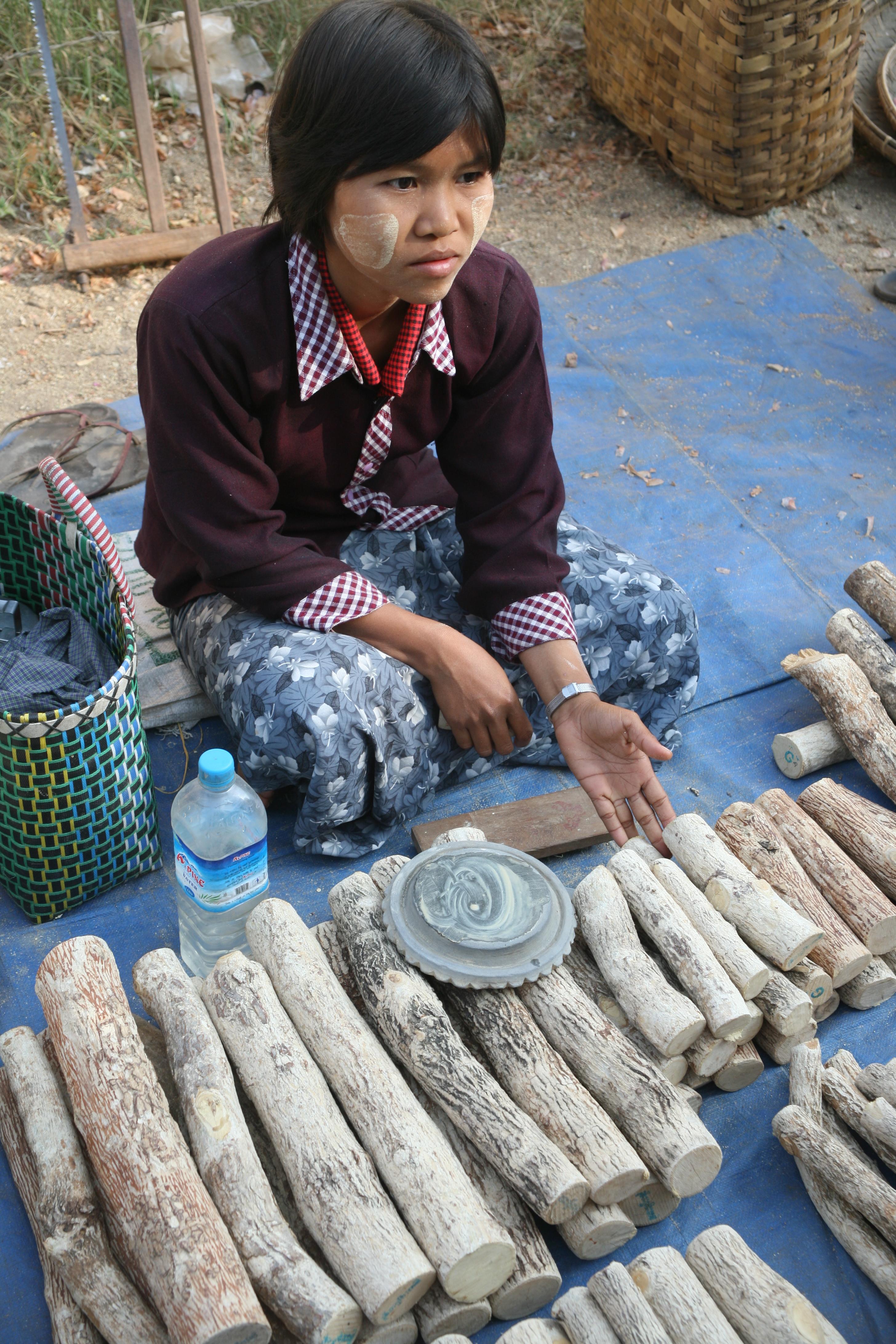
Limonia acidissima ou thanaka: marché en Birmanie, une marchande de thanaka, son visage est recouvert de thanaka pour la protection de sa peau

Ces travaux de recherche et de prospection permettent d'approfondir les connaissances scientifiques en ethnobotanique, phytochimie et biologie. ils permettront également de protéger la biodiversité en préservant des plantes jusque-là peu considérées.

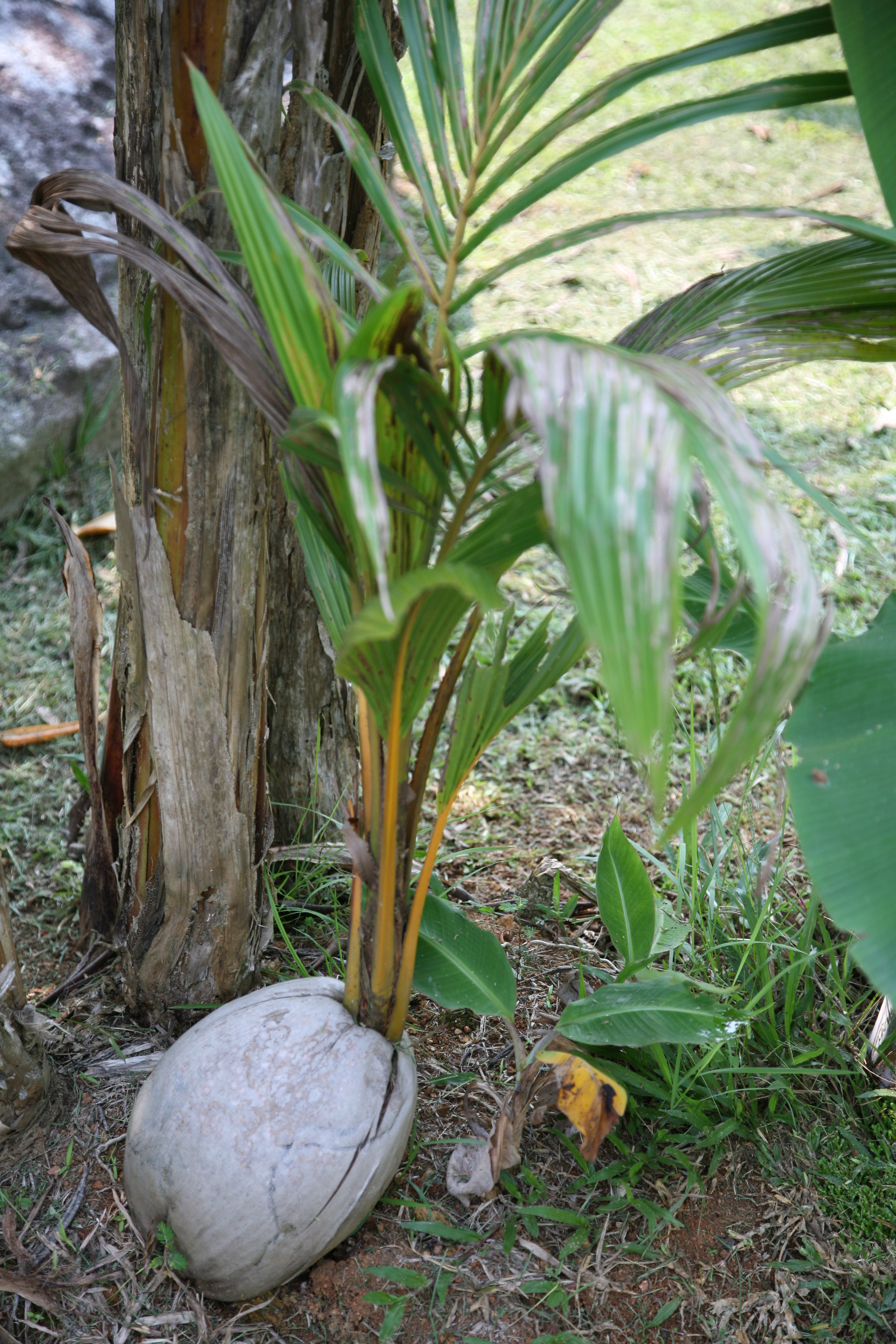
Coco nucifera :Son huile est un ingrédient utilisé dans toutes les zones tropicales, c'est un des composants du monoï, avec la fleur de tiaré